# Trofeo de la Sal
El Trofeo de la Sal es un torneo amistoso, español, de fútbol que organiza el Club Deportivo San Fernando 1940. El trofeo fue organizado por primera vez a mediados de los años 70, disputándose hasta mediados de los años 90. En verano de 2010 se recuperó la celebración de esta copa de verano.

## Historia
El 23 de julio de 2010 se vuelve a celebrar el Trofeo de la Sal, en la localidad de San Fernando, y enfrentó al San Fernando C. D. contra el Sevilla F. C.
Este trofeo lo disputaba el C. D. San Fernando, desde 1975 hasta mediados de los años 90, pero lo dejó en el olvido y el San Fernando C. D. lo recuperó con el objetivo que devolverle su antiguo esplendor. Actualmente lo realiza el C. D. San Fernando 1940, nuevo club de San Fernando.
| Edición | Año                  | Formato        | Formato       | Partidos y resultados | Partidos y resultados | Partidos y resultados | Partidos y resultados    | Partidos y resultados |
| ------- | -------------------- | -------------- | ------------- | --------------------- | --------------------- | --------------------- | ------------------------ | --------------------- |
| 1.ª     | 8 de agosto de 1972  | Partido único  | Partido único | Bandera de España     | C. D. San Fernando    | 1-2                   | Olympia de Ljubljana     | Bandera de Yugoslavia |
| 2.ª     | 1973                 | Triangular     | 1.er partido  | Bandera de España     | C. D. San Fernando    | 1-2                   | Huracán                  | Bandera de Uruguay    |
| 2.ª     | 1973                 | Triangular     | 2.º partido   | Bandera de Chile      | Deportes Concepción   | 1-1                   | Huracán                  | Bandera de Uruguay    |
| 2.ª     | 1973                 | Triangular     | 3.er partido  | Bandera de España     | C. D. San Fernando    | 2-2                   | Deportes Concepción      | Bandera de Chile      |
| 3.ª     | 1974                 | Partido único  | Partido único | Bandera de España     | C. D. San Fernando    | 2-1                   | Recreativo de Huelva     | Bandera de España     |
| 4.ª     | 1975                 | Partido único  | Partido único | Bandera de España     | C. D. San Fernando    | 0-1                   | Sevilla FC               | Bandera de España     |
| 5.ª     | 1976                 | Partido único  | Partido único | Bandera de España     | C. D. San Fernando    | 3-0                   | Cádiz CF                 | Bandera de España     |
| 8.ª     | 23 de agosto de 1979 | Partido único  | Partido único | Bandera de España     | C. D. San Fernando    | 0-0                   | Recreativo de Huelva     | Bandera de España     |
| 9.ª     | 1980                 | -              | -             |                       |                       | -                     | -                        | -                     |
| 10.ª    | 1981                 | cuadrangular   | cuadrangular  | Bandera de España     | C. D. San Fernando    | 6-0                   | Sporting Clube Olhanense | Bandera de Portugal   |
| 11.ª    | 1982                 | triangular     | triangular    | Bandera de España     | C. D. San Fernando    | 1-1 (pen)             | CD Puerto Real           | Bandera de España     |
| 12.ª    | 1994                 | Partido único  | Partido único | Bandera de España     | C. D. San Fernando    | 1 -1 (pen)            | Rayo Vallecano           | Bandera de España     |
| 15.ª    | 1997                 | Partido único  | Partido único | Bandera de España     | C. D. San Fernando    | 1-3                   | Sevilla FC               | Bandera de España     |
| 16.ª    | 23 de julio de 2010  | Partido único  | Partido único | Bandera de España     | San Fernando C. D.    | 1-4                   | Sevilla FC               | Bandera de España     |
| 17.ª    | 2011                 | Partido único  | Partido único | Bandera de España     | San Fernando C. D.    | 1-2                   | Xerez CD                 | Bandera de España     |
| 18.ª    | 6 de agosto de 2013  | Triangular 3x1 | 1.er partido  | Bandera de España     | Cádiz CF              | 1-1                   | Córdoba CF               | Bandera de España     |
| 18.ª    | 6 de agosto de 2013  | Triangular 3x1 | 2.º partido   | Bandera de España     | San Fernando C. D.    | 0-0                   | Córdoba CF               | Bandera de España     |
| 18.ª    | 6 de agosto de 2013  | Triangular 3x1 | 3.er partido  | Bandera de España     | San Fernando C. D.    | 1-0                   | Cádiz CF                 | Bandera de España     |
| 19.ª    | 2 de agosto de 2014  | Triangular 3x1 | 1.er partido  | Bandera de España     | San Fernando C. D.    | 0-1                   | RB Linense               | Bandera de España     |
| 19.ª    | 2 de agosto de 2014  | Triangular 3x1 | 2.º partido   | Bandera de España     | RB Linense            | 1-0                   | Cádiz CF                 | Bandera de España     |
| 19.ª    | 2 de agosto de 2014  | Triangular 3x1 | 3.er partido  | Bandera de España     | San Fernando C. D.    | 0-0                   | Cádiz CF                 | Bandera de España     |
| 20.ª    | 8 de agosto de 2015  | Triangular 3x1 | 1.er partido  | Bandera de España     | Cádiz CF              | 1-0                   | Xerez DFC                | Bandera de España     |
| 20.ª    | 8 de agosto de 2015  | Triangular 3x1 | 2.º partido   | Bandera de España     | San Fernando C. D.    | 1-0                   | Cádiz CF                 | Bandera de España     |
| 20.ª    | 8 de agosto de 2015  | Triangular 3x1 | 3.er partido  | Bandera de España     | San Fernando C. D.    | 4-0                   | Xerez DFC                | Bandera de España     |
| 21.ª    | 6 de agosto de 2016  | Triangular 3x1 | 1.er partido  | Bandera de España     | Cádiz CF              | 1-1                   | At. Sanluqueño           | Bandera de España     |
| 21.ª    | 6 de agosto de 2016  | Triangular 3x1 | 2.º partido   | Bandera de España     | San Fernando C. D.    | 0-0                   | Cádiz CF                 | Bandera de España     |
| 21.ª    | 6 de agosto de 2016  | Triangular 3x1 | 3.er partido  | Bandera de España     | San Fernando C. D.    | 1-0                   | At. Sanluqueño           | Bandera de España     |
| 22.ª    | 12 de agosto de 2017 | Partido único  | Partido único | Bandera de España     | San Fernando C. D.    | 0-0                   | Recreativo de Huelva     | Bandera de España     |
| 23.ª    | 10 de agosto de 2019 | Triangular 3x1 | 1.er partido  | Bandera de España     | San Fernando C. D.    | 0-1                   | Sevilla Atlético         | Bandera de España     |
| 23.ª    | 10 de agosto de 2019 | Triangular 3x1 | 2.º partido   | Bandera de España     | Sevilla Atlético      | 0-0                   | Atlético Madrid "B"      | Bandera de España     |
| 23.ª    | 10 de agosto de 2019 | Triangular 3x1 | 3.er partido  | Bandera de España     | San Fernando C. D.    | 0-1                   | Atlético Madrid "B"      | Bandera de España     |
| 24.ª    | 21 de agosto de 2022 | Partido único  | Partido único | Bandera de España     | San Fernando C. D.    | 3-0                   | CD Toledo                | Bandera de España     |
| 25.ª    | 13 de agosto de 2023 | Partido único  | Partido único | Bandera de España     | San Fernando C. D.    | 2-0                   | Sevilla Atlético         | Bandera de España     |
| 26.ª    | 17 de agosto de 2024 | Partido único  | Partido único | Bandera de España     | San Fernando C. D.    | 1-1                   | Marbella F. C.           | Bandera de España     |
| 27.ª    | 29 de agosto de 2025 |                |               | Bandera de España     |                       |                       |                          | Bandera de España     |

## Palmarés
| Equipo               | Títulos | Subtítulos |
| San Fernando C. D.   | 12      | 7          |
| Sevilla F. C.        | 3       | -          |
| Recreativo de Huelva | 1       | 2          |
| Olympia de Ljubljana | 1       | -          |
| Huracán Buceo        | 1       | -          |
| Xerez C. D.          | 1       | -          |
| Balompédica Linense  | 1       | -          |
| Atlético Madrid "B"  | 1       | -          |
| Cádiz C. F.          | -       | 3          |
| Deportes Concepción  | -       | 1          |
| Sevilla Atlético     | -       | 1          |

## Participaciones por club
| 21 | San Fernando C. D. / C. D. San Fernando |
| 5  | Cádiz C. F. |
| 3  | Sevilla F. C., Recreativo de Huelva |
| 1  | Olympia de Ljubljana, Huracán Buceo, Deportes Concepción, Xerez C. D., Córdoba C. F., Balompédica Linense, Atlético Sanluqueño, Atlético Madrid "B" y Sevilla Atlético |